# Condate purpureorufa
Condate purpureorufa là một loài bướm đêm trong họ Erebidae.